# Ida Grove
Ida Grove är administrativ huvudort i Ida County i Iowa. Vid 2010 års folkräkning hade Ida Grove 2 142 invånare.